# 三谷大和
三谷 大和（みたに やまと、1971年1月16日 - ）は、日本のプロボクサー。岡山県倉敷市出身。現役時代は三迫ボクシングジム所属。元日本スーパーフェザー級王者、元OPBF東洋太平洋スーパーフェザー級王者。岡山県山陽高等学校、早稲田大学卒業。
現在は、千葉県八千代市にある「三谷大和スポーツジム（三谷大和ボクシングジム）」会長。

## 来歴
空手家であった父親の影響で6歳で空手を始め、9歳からボクシングを始めた。
アマチュアでは高校時代の1988年にインターハイで優勝し、特別推薦枠で早稲田大学人間科学部に進学。大学時代の1989年・1990年・1992年に全日本選手権優勝（1992年は決勝でソウルオリンピック日本代表の山田渉を破る）。また1989年に世界ジュニア選手権、1990年にアジア大会、1991年に世界選手権に出場し、1992年には国体にも優勝を収めて104戦91勝（62KO・RSC）13敗の実績を残した。
フジテレビをバックにつけた三迫ボクシングジムに1,000万円という契約金で入門（史上最高額として新垣諭、山口圭司、上原康恒、古口哲らが並ぶ）。京浜川崎ジムには後に三谷のライバルとなる畑山隆則が当時練習生で在籍。
1993年8月30日、プロデビュー（6回戦で5回KO勝ち）。
1994年10月10日、5戦目。OPBF東洋太平洋スーパーフェザー級王者崔龍洙（ 韓国）とノンタイトル10回戦を行い、0-3の判定負け。プロ初黒星。
1995年6月12日、7戦目。日本スーパーフェザー級王者鈴木敏和（ 日本／神戸）に挑戦し、3-0の判定勝ちで王座獲得。同王座は防衛戦を行うことなく返上した。
1995年10月9日、8戦目でOPBF東洋太平洋スーパーフェザー級王座決定戦出場。ノリー・ジョッキージム（ タイ）と対戦し、8回TKO勝ちで王座獲得。同王座は防衛戦を行うことなく返上した。
1996年1月27日、9戦目で世界初挑戦。前年10月にWBA世界スーパーフェザー級王者となった崔龍洙と母校・早稲田大学記念会堂で再戦し、0-3（3者とも114-115）の僅差判定負けで世界王座獲得ならず（崔は初防衛成功）。9回にバッティングで減点1となっていた。その後、10月13日に崔に再挑戦するが、最終・12回にダウンを奪われるなどして0-3（114-115、113-115、112-115）の判定負け。世界王座獲得ならず。
1997年11月8日、OPBF東洋太平洋スーパーフェザー級王座決定戦でホセリト・リベラ（ フィリピン）と対戦し、12回KO勝ちで王座を獲得した。
1998年3月2日、平仲信敏（ 日本／沖縄ワールドリング）と対戦し、3-0の判定勝ちで初防衛に成功した。
1998年6月8日、2度目の防衛戦で長嶋健吾（ 日本／18古河）と対戦し、判定負けで王座から陥落。この試合を最後に引退した。
三迫ジムのトレーナー、早稲田大学職員などを経て、2002年9月、千葉県千葉市花見川区千種町に「三谷大和スポーツジム」をオープン（倉庫にリングという簡素なジムであった）。
2004年7月、ジムを千葉県八千代市八千代台東1丁目のミニストップ八千代台東一丁目店跡地（八千代台駅徒歩5分）に移転。

## 獲得タイトル
アマチュア
- 第42回インターハイフェザー級優勝
- 第59回全日本選手権フェザー級優勝
- 第60回全日本選手権フェザー級優勝
- 第62回全日本選手権ライト級優勝
- 第47回国体成年の部ライト級優勝

プロ
- 第32代日本スーパーフェザー級王座（防衛0度）
- 第27代OPBF東洋太平洋スーパーフェザー級王座（防衛0度）
- 第29代OPBF東洋太平洋スーパーフェザー級王座（防衛1度）